# Оттон II Светлейший
Оттон II Светлейший (нем. Otto II. der Erlauchte; 7 апреля 1206, Кельхайм — 29 ноября 1253, Ландсхут) — с 1227 года Пфальцграф Рейнский, с 1231 года герцог Баварии, из династии Виттельсбахов.

## Биография

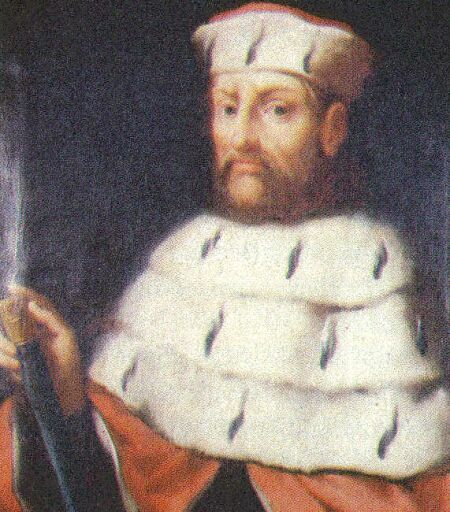
Оттон II Светлейший

Сын Людвига I Кельгеймского. В результате брака Оттона с Агнессой, дочери Генриха V и внучки Конрада Гогенштауфена, император Фридрих II отдал рейнское пфальцграфство отцу Оттона, который передал последнее Оттону в 1227 году. В 1231 году, после смерти Людвига, Оттон также унаследовал и герцогство Бавария. В том же году он перенес резиденцию Виттельсбахов в Ландсхут.
Его правление в Баварии ознаменовалось внутренними раздорами из-за светской власти епископов, стремившихся к полной независимости. Папская партия временно сумела поколебать его верность Фридриху II, но во время величайшей опасности Оттон в 1246 году выдал свою дочь Елизавету за сына Фридриха, короля Конрада IV, и был верным помощником его в борьбе с Генрихом Распе и Вильгельмом Голландским, за что был отлучен от церкви, а страна его подверглась интердикту. Когда Конрад IV в 1251 году вступил в Италию, он назначил Оттона регентом Германии.

## Семья и дети
В 1222 году Оттон женился в Вормсе на Агнессе, дочери рейнского пфальцграфа Генриха V. Их дети:
- Людвиг (1229—1294)
- Генрих (1235—1290)
- Елизавета (1227—1273), замужем сначала за германским королём Конрадом IV, затем за герцогом Каринтии и Краины Мейнхардом II
- София (1236—1289), замужем за графом Гербхардом VI фон Зульцбах унд Хиршберг
- Агнесса (1240—1306), стала монахиней